# Ezequiel Bullaude
Ezequiel Eduardo Bullaude (ur. 26 października 2000 w Maipú) – argentyński piłkarz pochodzenia włoskiego występujący na pozycji ofensywnego pomocnika, od 2022 roku zawodnik Feyenoordu.
Jego kuzyn Matías Sandes jest reprezentantem Argentyny w koszykówce.